# Alpha-immunothérapie
L'alpha-immunothérapie, ou radio-immunothérapie alpha (parfois abrégé en TAT, pour Targeted Alpha Therapy), est une forme de radiothérapie dans laquelle des isotopes émetteurs alpha sont introduits dans l'organisme pour cibler des cellules malades (typiquement cancéreuses) via une association des radioisotopes avec un anticorps. Elle se rapproche de la radiothérapie métabolique, en ce sens que les radioisotopes sont injectés, et de l'immunothérapie, car des marqueurs immunitaires sont utilisés pour permettre le ciblage des cellules malades. 
L'alpha-immunothérapie proprement dite est encore au stade expérimental. L'un des intérêts d'utiliser des émetteurs de rayonnement alpha plutôt que des émetteurs bêta, c'est leur extrême toxicité : les particules alpha ont un parcours dans la matière très court pour leur énergie, elles peuvent donc tuer les cellules avec lesquelles elles sont en contact sans endommager les cellules plus lointaines : leur efficacité biologique relative est très grande. En revanche, cette toxicité exige que le radioisotope puisse cibler précisément les cellules à détruire, d'où l'importance de la vectorisation : l'émetteur alpha est complexé par un ligand, celui-ci est lié à un anticorps qui cible d'une manière spécifique les cellules malades.  
Divers isotopes sont considérés comme candidats potentiels pour des applications dans ce domaine : le bismuth 213 est testé dans des traitements contre le sida, l'astate 211 et le plomb 212 sont possiblement utilisables contre certains cancers. D'autres isotopes ont été étudiés, mais présentent des inconvénients pour l'instant insurmontables : le bismuth 212 présente une demi-vie trop courte pour être facile d'utilisation (une heure), l'actinium 225 ne forme pas de liaison stable avec un ligand et il est donc difficilement vectorisable (c'est-à-dire qu'il ne peut être lié à un anticorps), la production de terbium 149 est limitée... Malgré ces inconvénients, un essai clinique avec de l'actinium 225 est lancé en 2015 pour des patients atteints de leucémie myéloïde aigüe. Pour pallier le manque de ligands adéquats, des nanozéolites sont également utilisés avec des isotopes du radium (224Ra et 225Ra) pour pouvoir les lier à des peptides, en vue de les lier à des anticorps. Le thorium 227 est également étudié pour ce type d'applications, en dépit de sa demi-vie relativement longue pour de telles applications (environ 18 jours), car il libère 5 particules alpha au cours de sa chaîne de désintégration.  